# Козлув (гміна Радзанув)
Козлув (пол. Kozłów) — село в Польщі, у гміні Радзанув Білобжезького повіту Мазовецького воєводства.
Населення — 112 осіб (2011).
У 1975-1998 роках село належало до Радомського воєводства.

## Демографія
Демографічна структура станом на 31 березня 2011 року:
|          | Загалом | Допрацездатний вік | Працездатний вік | Постпрацездатний вік |
| -------- | ------- | ------------------ | ---------------- | -------------------- |
| Чоловіки | 58      | 17                 | 33               | 8                    |
| Жінки    | 54      | 15                 | 27               | 12                   |
| Разом    | 112     | 32                 | 60               | 20                   |